# Хронология Кубинской революции
Кубинская революция — свержение режима Фульхенсио Батисты Движением 26 июля и установление нового кубинского правительства во главе с Фиделем Кастро в 1959 году. Оно началось с нападения на казармы Монкада 26 июля 1953 года и закончилось 2 января 1959 года, когда Батиста был изгнан из страны, а города Санта-Клара и Сантьяго-де-Куба были захвачены повстанцами во главе с Че Геварой и заместителями Фиделя Кастро — Раулем Кастро и Убером Матосом, соответственно.

## 1953
- 26 июля. Ок. 160 революционеров под командованием Фиделя Кастро начинают атаку на казармы Монкада в Сантьяго-де-Куба.
- 16 октября. Фидель Кастро произносит речь «История меня оправдает» в свою защиту против обвинений, выдвинутых на него после нападения на казармы Монкада.

## 1954
- Сентябрь. Че Гевара прибывает в Мехико.
- Ноябрь. Батиста распускает парламент и избирается конституционным президентом без оппозиции.

## 1955
- Май. Фидель и выжившие члены его движения освобождены из тюрьмы по амнистии от Батисты.
- Июнь. Братья Фидель и Рауль Кастро знакомятся с Че Геварой в Мехико.

## 1956
- 25 ноября. Фидель Кастро с ок. 80 повстанцами (в том числе, Рауль Кастро, Че Гевара и Камило Сьенфуэгос) отплывают из Мексики на Кубу на яхте «Гранма».
- 2 декабря. Повстанцы с «Гранмы» высаживаются провинции Орьенте.

## 1957
- 17 января. Первый успех партизан Кастро — разграбление армейской заставы на южном побережье. Партизаны начинают набирать последователей как на Кубе, так и за рубежом.
- 13 марта. Студенты Гаванского университета предпринимают неудачную атаку на президентский дворец в Гаване.
- 28 мая. Движение 26 июля Фиделя Кастро подавляют армейский пост в Эль Уверо.
- 30 июля. Кубинский революционер Франк Паис убит на улицах Сантьяго-де-Куба полицией во время агитации за свержение правительства Батисты

## 1958
- Февраль. Рауль Кастро открывает фронт в Сьерра-де-Кристал на северном побережье провинции Орьенте.
- 13 марта. США приостанавливают поставки оружия войскам Батисты.
- 17 марта. Кастро призывает к всеобщему восстанию.
- 9 апреля. Всеобщая забастовка, организованная движением 26 июля, получила частичную поддержку.
- Май. Батиста посылает армию из 10 000 человек в Сьерра-Маэстру уничтожить 300 вооруженных партизан Кастро. К августу повстанцы остановили продвижение армии и захватили огромное количество оружия.
- 1 ноября. Кубинский самолет на пути из Майами в Гавану захвачен бойцами, но потерпел аварию. Угонщики пытались совершить посадку в Сьерра-Кристал в Восточной Кубе, чтобы доставить оружие повстанцам Рауля Кастро.
- Декабрь. Гевара руководит атакой повстанцев на Санта-Клару
- 28 декабря. Партизанские отряды Гевары захватывают Санта-Клару.
- 31 декабря. Камило Сьенфуэгос приводит революционных партизан к победе в Ягуахае.

## 1959
- 1 января Батиста бежит с Кубы.
- 2 января партизаны входят в Гавану.